# Barrage du Goul
Le barrage du Goul, ou barrage de Goul, est un barrage français du Massif central, situé entre les départements de l'Aveyron et du Cantal, en régions Occitanie et Auvergne-Rhône-Alpes.

## Géographie
Le barrage du Goul est un barrage hydroélectrique situé à cheval entre les départements de l'Aveyron et du Cantal, sur le Goul, un affluent de la Truyère.

## Histoire
Il a été mis en service en 1950 entre les communes de Saint-Hippolyte (Aveyron) et Lapeyrugue (Cantal), en contrebas des lieux-dits le Bos et Molèdes. Sa retenue, d'un volume d'un million de mètres cubes et longue de deux kilomètres, concerne également la commune de Murols, en Aveyron. L'eau de la retenue est transférée vers celle du barrage de Couesques sur la Truyère,.

## Caractéristiques
C'est un barrage voûte dont les données techniques sont les suivantes, :
- hauteur (par rapport au lit du cours d'eau) : 16 m
- hauteur (par rapport aux fondations) : 19 m
- longueur : 90 m
- volume du réservoir : un million de m3
- superficie du réservoir : 18 hectares